# Nuño Fernández de Castille
Nuño Fernández est fut le comte de Castille entre 920 et 926. Comme la plupart des comtes de Castille de cette époque nous ne connaissons que très peu d'éléments de sa vie. Il est le père de Gutier Núñez, qui fut comte de Castille entre 929 et 931.